# Claudio Nicolai
Claudio Nicolai, mit bürgerlichem Namen Klaus Hennecke oder Klaus Brennecke (* 7. März 1929 in Kiel; † 11. Mai 2020 auf La Palma, Spanien), war ein deutscher Opernsänger in der Stimmlage Bariton mit Schwerpunkt Kavaliersbariton.
Nicolai wurde 1929 in Kiel als Sohn des späteren Admirals Walter Hennecke in Kiel geboren. Im Mai 1944 wurde er eingezogen, um Schützengräben auszuheben. Fritz Lehmann entdeckte 1946 als Leiter der Göttinger Händel-Festspiele sein Gesangstalent. Dort arbeitete er auch als Regieassistent. Nicolai studierte Theaterwissenschaften in Göttingen und schloss eine Gesangsausbildung in Essen an der Folkwangschule und in München als Tenor an. Als jugendlicher Heldentenor debütierte er in Ulm und in Linz an der Donau. Stimmbandprobleme erbrachten den Stimmfachwechsel zum Bariton. Arno Assmann holte ihn 1959 zunächst an das Staatstheater am Gärtnerplatz nach München. Mit ihm wechselte er fünf Jahre später zur Kölner Oper, der er 25 Jahre als festes Ensemblemitglied bis 1989 treu blieb und wo er zum umjubelten Publikumsliebling reifte. Dort hatte er seinen Einstand in der Oper Così fan tutte als Guglielmo unter der musikalischen Leitung von Günter Wand. Mit Così fan tutte in der Rolle des Don Alfonso endete auch sein Engagement in Köln. Hier sang er in mehr als 1000 Vorstellungen in über 50 verschiedenen Partien.
Neben seinem Engagement in Köln wurde er auch an andere Bühnen verpflichtet. Herbert von Karajan engagierte ihn 1977/78 als Graf Almaviva im Die Hochzeit des Figaro zu den Salzburger Festspielen. Des Weiteren sang er die Titelrolle im Don Giovanni in Wien und München und weitere Rollen. 1988 debütierte er an der Metropolitan Opera in New York City in der Rolle des Eisenstein in der Operette Die Fledermaus von Johann Strauss.
Eine Berufung als Professor an die Kölner Musikhochschule erfolgte 1982. Hier lehrte er bis 1991.